# Thomas Eichberger
Thomas Eichberger (* 20. August 1993) ist ein österreichischer Handballtorwart.

## Karriere
Eichberger besuchte in seiner Jugend die Handballakademie des Bundesgymnasium hib Graz-Liebenau. In der Saison 2010/11 lief der Linkshänder für ATV Trofaiach in der Handball Bundesliga Austria auf. Ab 2011 stand der Handballtorwart bei der HSG Graz unter Vertrag.
Im April 2020 wurde bekannt, dass Eichberger einen Vertrag über zwei Jahre beim ThSV Eisenach abgeschlossen hat. Der Torwart lief ab der Saison 2020/21 gemeinsam mit seinem Landsmann Daniel Dicker für die Thüringer auf. Im Februar 2022 verließ Eichberger vorzeitig den Verein und schloss sich dem österreichischen Erstligisten UHK Krems an. Ab der Saison 2024/25 läuft der Torwart wieder für die HSG Graz auf.
Im Oktober 2018 wurde Eichberger das erste Mal in die österreichische Männer-Handballnationalmannschaft einberufen.
Er stand im Aufgebot für die Handball-Europameisterschaft 2020.